# Längre inåt landet
Längre inåt landet är Ulf Lundells första dubbelalbum, utgivet 1980.  
Albumet spelades in på Ridge Farm i Surrey i södra England, och innehåller sånger som "Stackars Jack" och "Glad igen" som hängt med i Lundells liverepertoar genom åren; den senare är en tolkning av "Carey" av Joni Mitchell. På LP-utgåvan är spår nummer åtta på andra skivan dolt. Det är en inspelning av "Som en syster" från livealbumet Natten hade varit mild och öm från 1977.  
1999 gavs albumet ut på CD en andra gång, denna gång remastrad och innehållande tre extraspår, varav ett, "Precis som en kvinna", är en tolkning av "Just Like A Woman" av Bob Dylan. 
Längre inåt landet har sålt guld. Skivan rankades av musiktidningen Sonic i juni 2013 som det 66:e bästa svenska albumet någonsin.

## Låtlista

### LP 1
1. "Glad igen" - 3.38
2. "Främlingar" - 3.39
3. "Odysseus" - 5.47
4. "Ingens kvinna" - 5.39
5. "Pulver" - 3.58
6. "Så mycket äldre" - 6.44
7. "Bara en fråga om när" - 3.45
8. "Hem till mina rötter igen" - 4.54

### LP 2
1. "Bättre tider" - 3.19
2. "Ryggen fri" - 6.09
3. "Under askan" - 6.48
4. "Längre inåt landet" - 8.08
5. "Posörerna" - 3.56
6. "Stackars Jack" - 4.30
7. "Distraherad" - 9.53
8. "Som en syster" - 6.33

### Bonusspår på remastrad utgåva 1999
1. "Precis som en kvinna" - 5.02
2. "Död" - 4.29
3. "Marianne" - 5.47

## Medverkande
- Ulf Lundell - gitarr, piano, munspel
- Janne Andersson - gitarr
- Ingemar Dunker - trummor
- Lasse Lindbom - bas, kör
- Mats Ronander - gitarr, munspel, kör
- Niklas Strömstedt - piano, Vox-orgel, kör
- Speedy Keen - sologitarr på ”Pulver”
- Hasse Olsson) - hammondorgel på ”Bara en fråga om när”

## Listplaceringar
| Lista (1980-1981) | Topplacering |
| ----------------- | ------------ |
| Sverige           | 2            |